# Condor Films
 (mai 2021).
La mise en forme du texte ne suit pas les recommandations de Wikipédia : il faut le « wikifier ».
Les points d'amélioration suivants sont les cas les plus fréquents. Le détail des points à revoir est peut-être précisé sur la page de discussion.
- Les titres sont pré-formatés par le logiciel. Ils ne sont ni en capitales, ni en gras.
- Le texte ne doit pas être écrit en capitales (les noms de famille non plus), ni en gras, ni en italique, ni en « petit »…
- Le gras n'est utilisé que pour surligner le titre de l'article dans l'introduction, une seule fois.
- L'italique est rarement utilisé : mots en langue étrangère, titres d'œuvres, noms de bateaux, etc.
- Les citations ne sont pas en italique mais en corps de texte normal. Elles sont entourées par des guillemets français : « et ».
- Les listes à puces sont à éviter, des paragraphes rédigés étant largement préférés. Les tableaux sont à réserver à la présentation de données structurées (résultats, etc.).
- Les appels de note de bas de page (petits chiffres en exposant, introduits par l'outil «  Source ») sont à placer entre la fin de phrase et le point final[comme ça].
- Les liens internes (vers d'autres articles de Wikipédia) sont à choisir avec parcimonie. Créez des liens vers des articles approfondissant le sujet. Les termes génériques sans rapport avec le sujet sont à éviter, ainsi que les répétitions de liens vers un même terme.
- Les liens externes sont à placer uniquement dans une section « Liens externes », à la fin de l'article. Ces liens sont à choisir avec parcimonie suivant les règles définies. Si un lien sert de source à l'article, son insertion dans le texte est à faire par les notes de bas de page.
- La présentation des références doit suivre les conventions bibliographiques. Il est recommandé d'utiliser les modèles {{Ouvrage}}, {{Chapitre}}, {{Article}}, {{Lien web}} et/ou {{Bibliographie}}. Le mode d'édition visuel peut mettre en forme automatiquement les références.
- Insérer une infobox (cadre d'informations à droite) n'est pas obligatoire pour parachever la mise en page.

Pour une aide détaillée, merci de consulter Aide:Wikification.
Si vous pensez que ces points ont été résolus, vous pouvez retirer ce bandeau et améliorer la mise en forme d'un autre article.
Pour les articles homonymes, voir Condor.

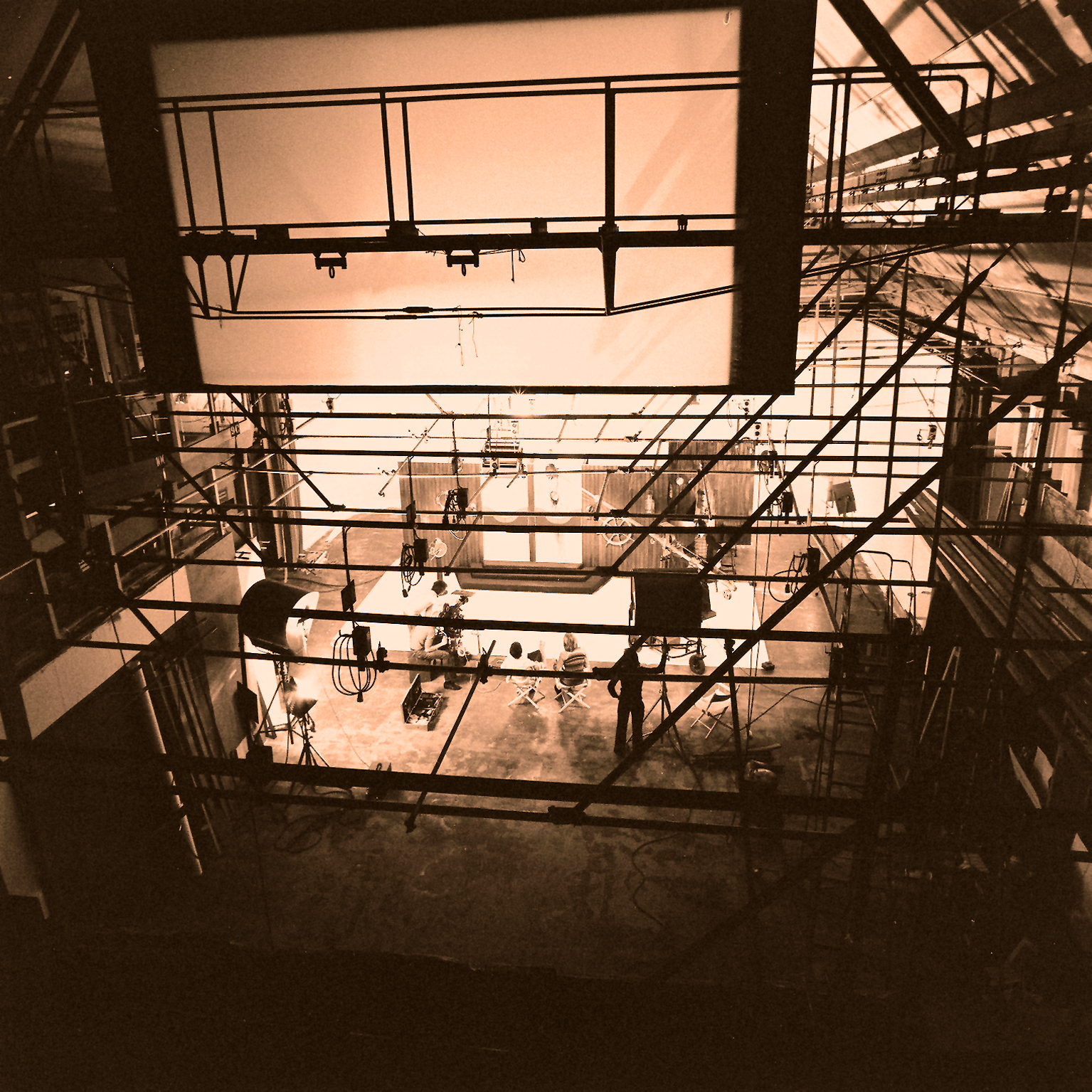
Studio Bellerive à Zurich, 1975

Condor Films est une société de médias suisse titularisée d'un Oscar (Academy Award) spécialisée dans la production de publicités télévisées et cinématographiques, de documentaires et de longs métrages, la conception et la production de films d'entreprise, ainsi que la télévision d'entreprise comme solutions multimédias interactives et formats de télévision utilisés. L'accent est mis sur la création et la production de contenu audiovisuel et la production cross-média d'images en mouvement à des fins de marketing et de communication, pour la télévision et pour les plateformes numériques. Il s'agit du siège principal de la société Studio Bellerive à Zurich.

## Description
La société de production télévisuelle suisse  'FaroTV'  est détenue à 100% par  Condor Films AG  et utilise une partie de son infrastructure, mais apparaît sur le marché sous son propre nom.

## Récompenses

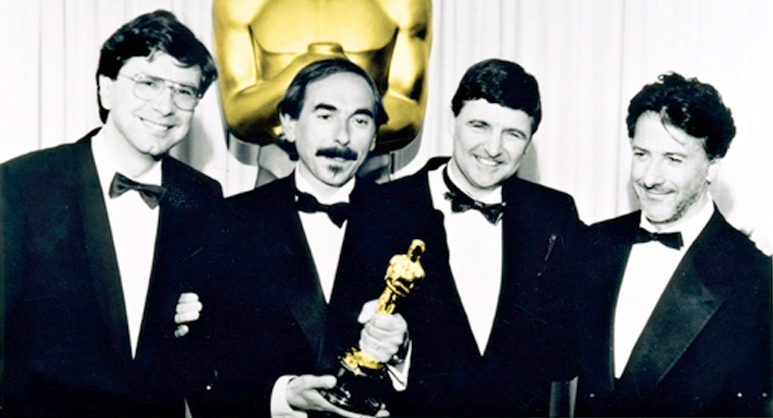
Academy Award (1991)

- 1991: Academy Award (Oscar) pour Journey of Hope [2]
- 2010: World Luxury Award, Gold Award pour "Spirit of Navigation" [3]
- 2011: Art Directors Club Switzerland, 5 Awards [4]
- 2011: Lion à Cannes pour "More than Mountains" (Client: Swiss Tourism, Agency: Spillmann/Felser/Leo Burnett)[5];

## Filmographie
Série télévisée
- Lycée alpin, 1992.

Vidéo clip
- Bloodhound Gang, The inevitable return of the great white dope, avec Carmen Electra.